# Crataegus lancei
Crataegus lancei är en rosväxtart som beskrevs av James Bird Phipps. Crataegus lancei ingår i Hagtornssläktet som ingår i familjen rosväxter. Inga underarter finns listade i Catalogue of Life.